# XXV años en vivo (álbum de Pandora)
XXV años en vivo es el tercer álbum en vivo realizado por el grupo musical Pandora.
Fue lanzado en paquete que contiene 2 CD y 1 DVD en el año de 2011 y fue grabado durante los conciertos realizados en el Auditorio Nacional en la Ciudad de México en el mes de mayo de 2011.

## Premios y ventas
El disco recibió reconocimiento con disco de oro y posteriormente disco de platino por la venta de más de 60,000 copias.
|http://archivo.eluniversal.com.mx/notas/807555.html

## Temas
| XXV años en vivo (CD 1) |                                        |          |  |
| N.º                     | Título                                 | Duración |  |
| 1.                      | «Alguien llena mi lugar»               |          |  |
| 2.                      | «Popurrí Emmanuel»                     |          |  |
| 3.                      | «Maldita primavera»                    |          |  |
| 4.                      | «Frente a frente»                      |          |  |
| 5.                      | «Sin él»                               |          |  |
| 6.                      | «Solo él y yo»                         |          |  |
| 7.                      | «Cosas que nunca te dije»              |          |  |
| 8.                      | «En carne viva»                        |          |  |
| 9.                      | «Mientras tanto (con Gianmarco)»       |          |  |
| 10.                     | «Tocando fondo (con Kalimba)»          |          |  |
| 11.                     | «Entra en mi vida (con Noel Schajris)» |          |  |

| XV años en vivo (CD 2) |                                    |          |  |
| N.º                    | Título                             | Duración |  |
| 1.                     | «Popurrí Pandora»                  |          |  |
| 2.                     | «Ójala»                            |          |  |
| 3.                     | «Rota»                             |          |  |
| 4.                     | «Una historia sin miedo»           |          |  |
| 5.                     | «Las mil y una noches (con Flans)» |          |  |
| 6.                     | «Te voy a olvidar»                 |          |  |
| 7.                     | «La diferencia»                    |          |  |
| 8.                     | «Te pareces tanto a mí»            |          |  |
| 9.                     | «Cómo te va mi amor»               |          |  |
| 10.                    | «Popurrí Juan Gabriel»             |          |  |

| XV años en vivo (DVD) |                                        |          |  |
| N.º                   | Título                                 | Duración |  |
| 1.                    | «EPK»                                  |          |  |
| 2.                    | «Alguien llena mi lugar»               |          |  |
| 3.                    | «Popurrí Emmanuel»                     |          |  |
| 4.                    | «Maldita primavera»                    |          |  |
| 5.                    | «Frente a frente»                      |          |  |
| 6.                    | «Sin él»                               |          |  |
| 7.                    | «Solo él y yo»                         |          |  |
| 8.                    | «Cosas que nunca te dije»              |          |  |
| 9.                    | «En carne viva»                        |          |  |
| 10.                   | «Mientras tanto (con Gianmarco)»       |          |  |
| 11.                   | «Tocando fondo (con Kalimba)»          |          |  |
| 12.                   | «Entra en mi vida (con Noel Schajris)» |          |  |
| 13.                   | «Popurrí Pandora»                      |          |  |
| 14.                   | «Ojalá»                                |          |  |
| 15.                   | «Rota»                                 |          |  |
| 16.                   | «Una historia sin miedo»               |          |  |
| 17.                   | «Las mil y una noches (con Flans)»     |          |  |
| 18.                   | «Te voy a olvidar»                     |          |  |
| 19.                   | «La diferencia»                        |          |  |
| 20.                   | «Te pareces tanto a mí»                |          |  |
| 21.                   | «Cómo te va mi amor»                   |          |  |
| 22.                   | «Popurrí Juan Gabriel»                 |          |  |
| 23.                   | «EPK»                                  |          |  |